# Nina Åström
Nina Åström é uma cantora e compositora finlandesa de gospel, que representou a Finlândia no Festival Eurovisão da Canção 2000 com a canção A Little Bit.

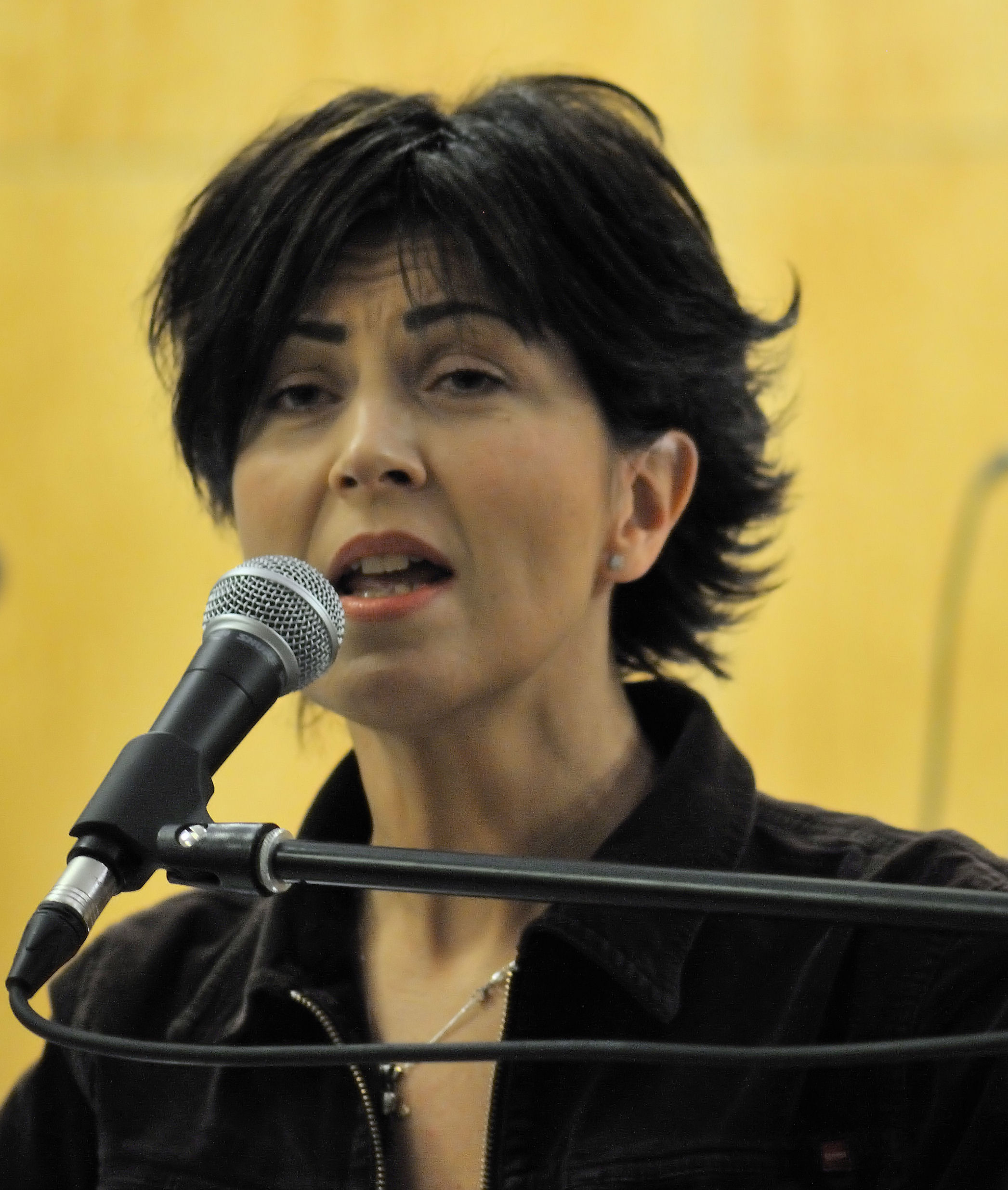
Nina Åström

Ela começou a sua carreira de cantora na década de 1980, mas lançou o seu álbum de estreia em 1991. Na atualidade vive em Kokkola , está casada e tem duas filhas.

## Discografia

### Álbuns
- Person 2 Person (1991)
- A Matter of Time (1994)
- Moods (1995)
- A Friend (1999)
- A Little Bit of Love (2000)
- Vierelle jäät (2000)
- Merry Christmas Jesus (2001)
- Real Life (2003)
- Landscape of my Soul (2007)
- The Way We Are (2010)
- Avoin taivas (2012)
- Minun aarteeni (2014)
- Joulun Kuningas (2014)
- Takaisin kotiin (2016)
- Rauhaa ja rohkeutta (2018)